# Abryna grisescens
Abryna grisescens är en skalbaggsart som beskrevs av Stefan von Breuning 1938. Abryna grisescens ingår i släktet Abryna och familjen långhorningar.
Artens utbredningsområde är Filippinerna. Inga underarter finns listade i Catalogue of Life.